# Bogor
Pour les articles homonymes, voir Bogor (homonymie).
Bogor est une ville d'Indonésie dans la province de Java occidental connue pour son jardin botanique. Sa population est d'un peu plus d'1 million d'habitants.
La ville a le statut de kota.
Bogor est également le nom du kabupaten de Bogor dans lequel se trouve la ville. Son chef-lieu est Cibinong.
La kota et le kabupaten de Bogor font partie de la conurbation du Jabodetabek, qui réunit également les villes de Jakarta, Depok, Tangerang et Bekasi et les kabupaten de Tangerang et Bekasi.

## Géographie
La ville de Bogor se trouve au milieu du kabupaten. Elle est entourée de volcans éteints tels le Gede et le Salak. Elle connaît plus d'orages que n'importe quel autre point de la planète. En Indonésie, la ville est connue comme Kota hujan, la "ville de la pluie". La chaleur y est très humide toute l'année, ce qui favorise de nombreuses variétés de moustiques.

## Histoire

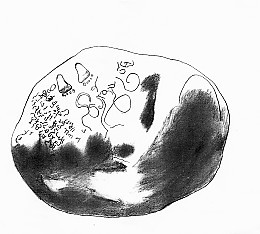
Reproduction de l'inscription de Ciaruteun.

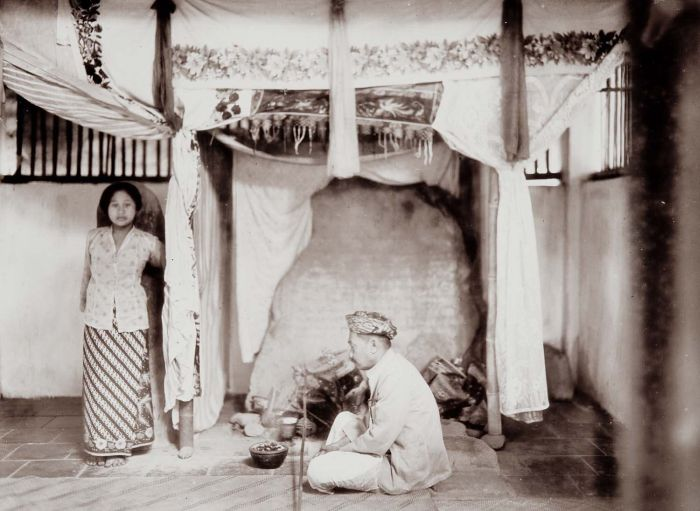
Le sanctuaire abritant l'inscription de Batutulis dans les années 1920.

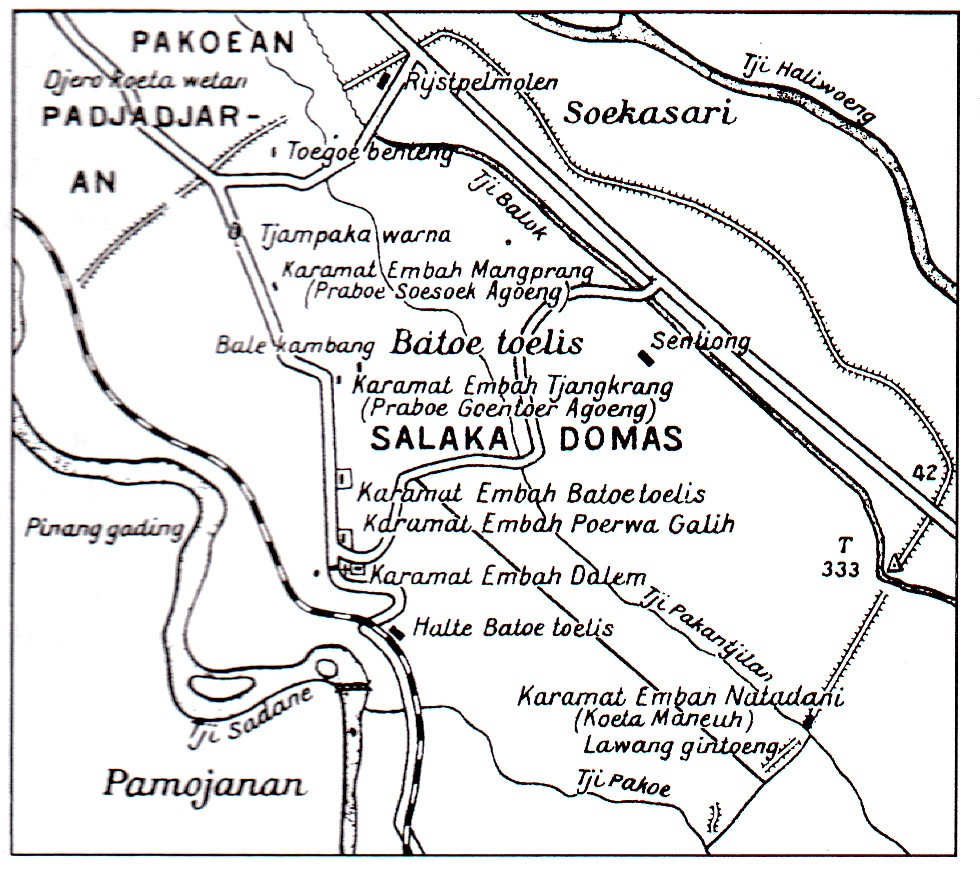
Carte datant de l'époque coloniale néerlandaise de Batutulis près de Bogor, emplacement supposé de Pakuan, la capitale du royaume de Pajajaran.

On a découvert des inscriptions à Ciaruteun, Kebon Kopi et Jambu dans la région de Bogor, rédigée en alphabet pallava du sud de l'Inde et en sanscrit, qu'on date des environs de 450 apr. J.-C. On les attribue au roi Purnawarman de Tarumanagara.
Une deuxième inscription trouvée à Kebon Kopi, datée de 932 et rédigée en malais, mentionne un "roi de Sunda".
Le site de Pakuan, la capitale du royaume hindouiste sundanais de Pajajaran (1333-1579) se trouvait dans l'actuelle Bogor.
 (juillet 2017).
En 1745, le gouverneur général de la VOC (Compagnie néerlandaise des Indes orientales), le baron Van Imhoff, réunit neuf villages en une seule entité. Le bupati Wartawangsa fait creuser un canal pour l'irrigation.
Le nom de "Bogor" apparaît officiellement dans un document daté du 7 avril 1752 et signé du Hoofd van de Negorij Bogor, c'est-à-dire "chef du village de Bogor", qui est situé à l'emplacement du futur jardin botanique.
En 1754, le siège du kabupaten est transféré de Tanah Baru à Sukahati (aujourd'hui Kampung Empang).

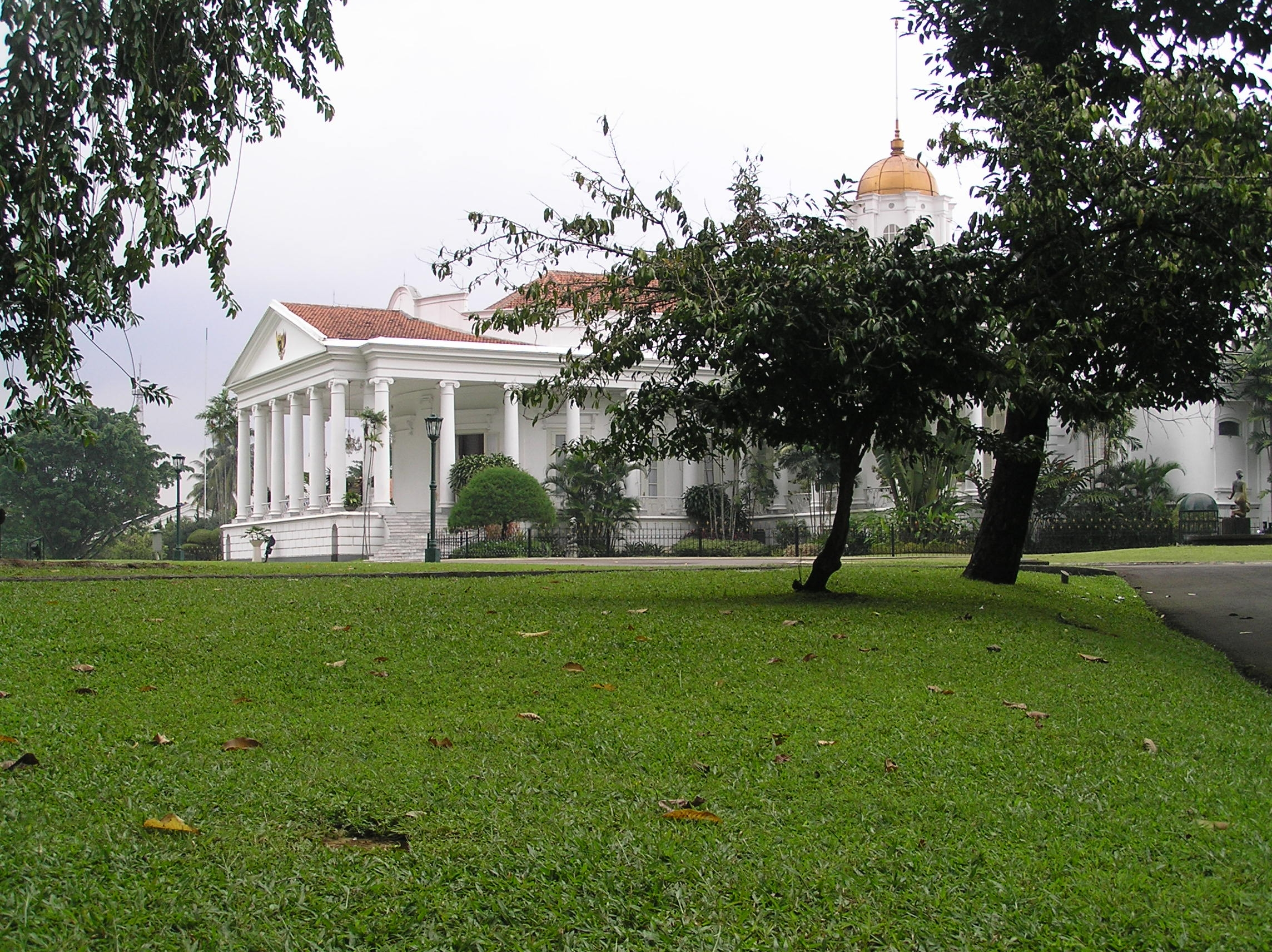
Le palais présidentiel de Bogor.

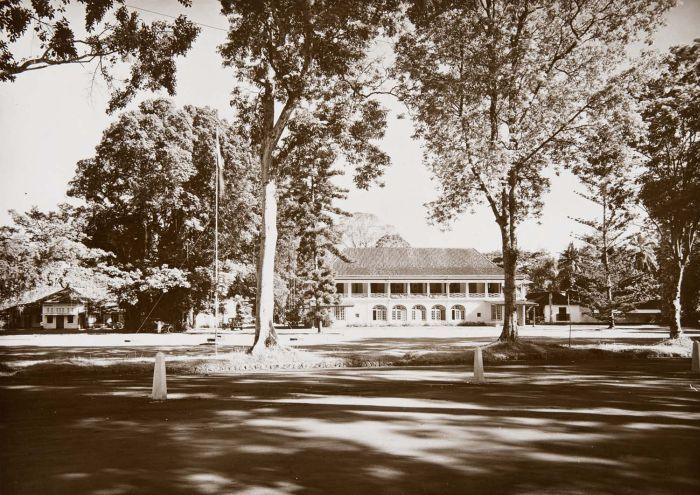
La demeure du resident de Buitenzorg à l'époque coloniale.

Bogor s'appelait Buitenzorg ("sans souci" en néerlandais) à l'époque coloniale et a été la résidence du gouverneur-général des Indes néerlandaises au temps de Herman Willem Daendels (de 1808 à 1811) et de Thomas Stamford Raffles (de 1811 à 1814) et bien plus tard encore.

## Démographie
| 1956    | 1961    | 1971    | 1981    | 1988    | 1999    | 2010    |
| ------- | ------- | ------- | ------- | ------- | ------- | ------- |
| 124 000 | 154 000 | 197 000 | 246 000 | 285 000 | 585 000 | 949 000 |

La croissance rapide de la population de Bogor après 1960 est liée à l'urbanisation de la métropole de Jakarta et la venue d'ouvriers des autres parties de l'Indonésie. Les hommes constituent 51,06 % et les femmes 48,94 % de la population; 28,39 % des habitants ont moins de 15 ans, 67,42 % entre 15 et 65 ans et 3,51 % ont plus de 65 ans.
La majorité de la population (87 %) est Soundanaise, cohabitant avec une forte minorité Javanaise et chinoise,. Linguistiquement parlant, l'indonésien, langue officielle, côtoie le soundanais aussi bien dans la rue que dans l'administration.
La majorité de la population (94 %) est musulmane, et 5 % sont chrétiens (la ville est le siège du Diocèse de Bogor).
| Religion       | Pratiquants | (%)   | Nombre de lieux de cultes |
| -------------- | ----------- | ----- | ------------------------- |
| Islam          | 838 533     | 92,64 | 715                       |
| Protestantisme | 30 807      | 3,40  | 27                        |
| Catholicisme   | 21 957      | 2,43  | 8                         |
| Bouddhisme     | 9 246       | 1,02  | 13                        |
| Hindouisme     | 1 352       | 0,15  | 9                         |
| Confucianisme  | 502         | 0,06  | 13                        |
| Autres         | 2 736       | 0,30  |                           |

## Districts administratifs
La ville de Bogor est située dans le Kabupaten de Bogor, mais en est totalement autonome,. La ville est divisée en six kecamatan, eux-mêmes divisés en 68 quartiers et villages.
| Nom          | (En indonésien)         | Superficie en km² | Population en 2010 | Nombre de quartiers et villages |
| ------------ | ----------------------- | ----------------- | ------------------ | ------------------------------- |
| Bogor Nord   | Kecamatan Bogor Utara   | 17,72             | 170 320            | 8                               |
| Bogor Sud    | Kecamatan Bogor Selatan | 30,81             | 180 745            | 16                              |
| Bogor Est    | Kecamatan Bogor Timur   | 10,15             | 94 572             | 6                               |
| Bogor Ouest  | Kecamatan Bogor Barat   | 32,85             | 210 450            | 16                              |
| Bogor Centre | Kecamatan Bogor Tengah  | 8,13              | 102 203            | 11                              |
| Tanah Sereal | Kecamatan Tanah Sereal  | 18,84             | 190 776            | 11                              |

## Éducation et recherche
Bogor est le siège de l'Institut agronomique de Bogor ainsi que du Centre international de recherche sur la forêt (CIFOR).

## Tourisme
Bogor possède un jardin botanique.

## Transport

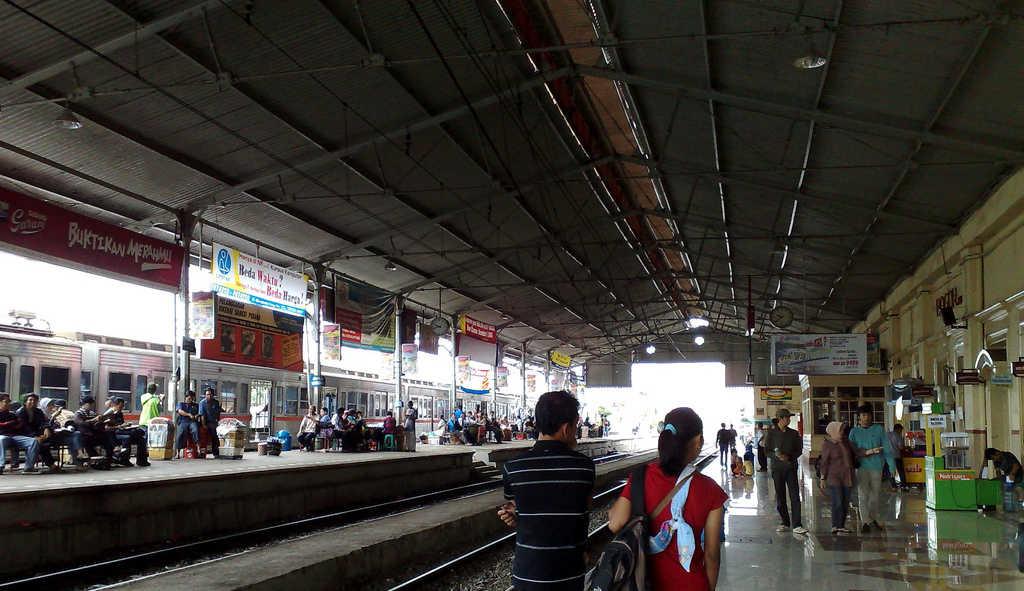
La gare de Bogor

Bogor est reliée à Jakarta par le réseau express régional KAI Commuter Jabodetabek.

## Personnalités
- Pieter Ouwens (1849-1922), scientifique, directeur du Muséum de zoologie de Bogor, est mort à Bogor.
- Le chorégraphe et réalisateur Dirk Sanders est né à Bogor.
- La taekwondoïste Defia Rosmaniar est née à Bogor.
- La chanteuse et actrice Novi Herlina est née à Bogor en 1993.